# Oszczadnica
Oszczadnica (słow. Oščadnica, węg. Ócsad, do 1902 Oscsadnica) – wieś i gmina (obec) w powiecie Czadca, kraju żylińskim, w północnej Słowacji.
Pierwsza pisemna wzmianka o miejscowości pochodzi z roku 1712. Znajduje się w niej Snow Paradise Veľká Rača Oščadnica.

## Kultura
We wsi jest używana gwara przejściowa słowacko-czadecka. Gwara czadecka jest zaliczana przez polskich językoznawców jako gwara ze zmieszanymi elementami dialektów małopolskiego i śląskiego języka polskiego, przez słowackich zaś jako gwara przejściowa polsko-słowacka.